# Тартановая лента

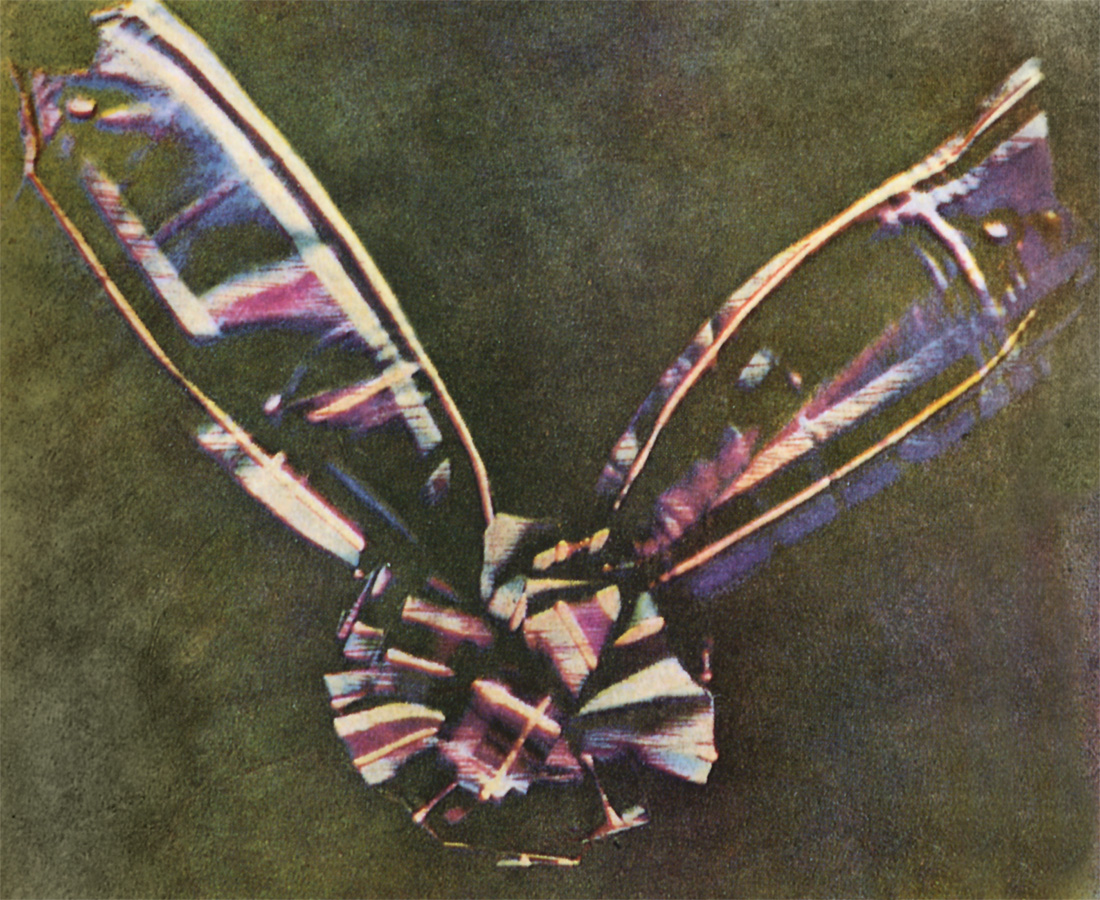
Джеймс Клерк Максвелл, Томас Саттон. Ленточка из шотландки, 1861. Первое в истории достоверное цветное фотографическое изображение

«Тарта́новая лента» («Ленточка из шотландки»; англ. The Tartan Ribbon) — первое в истории достоверное цветное фотографическое изображение, полученное Джеймсом Клерком Максвеллом по методу тройной экспозиции и продемонстрированное им в ходе лекции на тему особенностей цветового зрения в лондонском Королевском институте Великобритании 17 мая 1861 года.
В июне 1860 года на съезде Британской ассоциации в Оксфорде Максвелл сделал доклад о своих результатах в области теории цветов, подкрепив их экспериментальными демонстрациями с помощью цветового ящика. Позже в том же году Лондонское королевское общество наградило его медалью Румфорда за исследования по смешению цветов и оптике. 17 мая 1861 года на лекции в Королевском институте на тему «О теории трёх основных цветов» Максвелл представил ещё одно доказательство правильности своей теории — первую в мире цветную фотографию, идея которой возникла у него ещё в 1855 году. По просьбе Максвелла изобретатель однообъективной зеркальной камеры Томас Саттон сфотографировал завязанную узлом ленту из шотландской ткани с традиционным клетчатым (тартановым) орнаментом последовательно через зелёный, красный и синий фильтры — растворы солей различных металлов. После освещения негативов (ныне хранящиеся в доме-музее Максвелла в Эдинбурге) через те же фильтры была получена полноцветная проекция снимка.

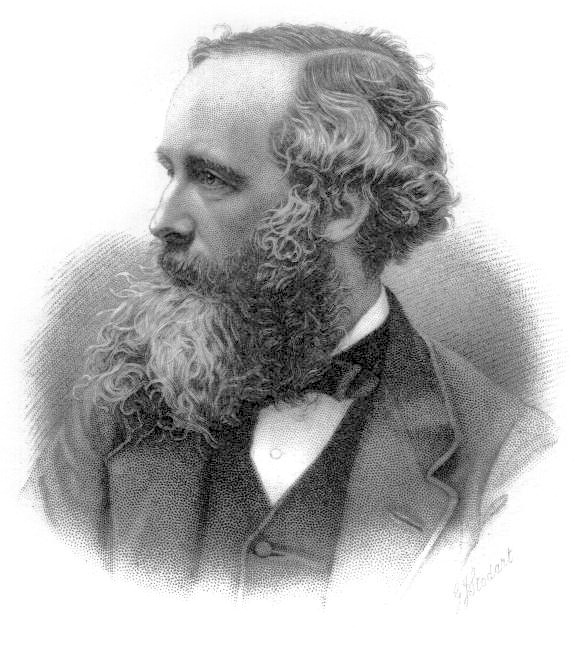
Джеймс Клерк Максвелл

Как было показано спустя почти сто лет сотрудниками фирмы Eastman Kodak, воссоздавшими условия опыта Максвелла, имевшиеся фотоматериалы не позволяли продемонстрировать цветную фотографию и, в частности, получить красное и зелёное изображения. По случайному совпадению полученное Максвеллом изображение образовалось в результате смешения иных цветов — волн в синем диапазоне и ближнем ультрафиолете. Тем не менее, в опыте Максвелла содержался верный принцип получения цветной фотографии, использованный спустя многие годы, когда были открыты светочувствительные красители.
В строгом смысле слова демонстрация Максвелла, основанная на аддитивном методе цветового синтеза и представлявшая собой три тщательно сведённые диапроекции, не являлась отдельным фотографическим снимком. Первые достоверные цветные фотоизображения, закреплённые на материальном носителе, были получены французскими изобретателями Луи Артюром Дюко дю Ороном и Шарлем Кро в конце 1860-х годов.
Попытки воспроизвести изображение по методике Максвелла и Саттона, предпринятые в 2022—2023 годах, показали, что эффект был обусловлен скорее использованием фильтров нейтральной плотности в сочетании с вариацией времени экспозиции, нежели цветных фильтров.